# Bistum Barrancabermeja
Das Bistum Barrancabermeja (lat.: Dioecesis Barrancabermeiensis, span.: Diócesis de Barrancabermeja) ist eine in Kolumbien gelegene römisch-katholische Diözese mit Sitz in Barrancabermeja.

## Geschichte
Papst Pius XI. gründete die Territorialprälatur Río Magdalena mit der Apostolischen Konstitution Dominici gregis regiminis am 2. April 1928 aus Gebietsabtretungen der Bistümer Nueva Pamplona, Santa Marta und Socorro y San Gil. Am 18. April 1950 wurde sie mit der Apostolischen Konstitution Apostolicis sub plumbo zum Apostolischen Vikariat erhoben.
Einen Teil seines Territoriums verlor es am 26. Oktober 1962 an das Bistum Ocaña. Es wurde mit der Apostolischen Konstitution Divina Christi verba zum Bistum erhoben und dem Erzbistum Nueva Pamplona als Suffragandiözese unterstellt.
Ein Teil der Kirchenprovinz des Erzbistums Bucaramanga wurde es am 14. Dezember 1974. Ein anderes Stück Land verlor es am 29. März 1984 an das Bistum La Dorada-Guaduas.

## Ordinarien

### Prälaten von Río Magdalena
- Carlo Ilario Currea SJ (8. Januar 1929–1932)
- Raffaello Toro SJ (20. Februar 1932–1947)
- Bernardo Arango Henao SJ (1947 – 18. April 1950)

### Apostolischer Vikar von Barrancabermeja
- Bernardo Arango Henao SJ (18. April 1950 – 27. Oktober 1962)

### Bischöfe von Barrancabermeja
- Bernardo Arango Henao SJ (27. Oktober 1962 – 23. Dezember 1983)
- Juan Francisco Sarasti Jaramillo CIM (23. Dezember 1983 – 25. März 1993, dann Erzbischof von Ibagué)
- Jaime Prieto Amaya (11. November 1993 – 1. Dezember 2008, dann Bischof von Cúcuta)
- Camilo Fernando Castrellón Pizano SDB (2. Dezember 2009 – 29. Mai 2020)
- Ovidio Giraldo Velásquez (seit 29. Mai 2020)